# イフラヴァ
イフラヴァ （チェコ語: Jihlava [ˈjɪɦlava] ( 音声ファイル)、ドイツ語: Iglau）は、チェコ・ヴィソチナ州の都市。イフラヴァ川沿いに位置する、モラヴィアとボヘミアの間にまたがる古代の開拓地であった。チェコ最古の鉱業の町であり、クトナー・ホラより50年古い。 

## 歴史
古いスラヴ人定住地が川の浅瀬上にあり（1233年に記載あり）、のち丘の近くにこの場所が移った。1240年頃、ヴァーツラフ1世によって鉱業の町となった。中世は住民のほとんどをドイツ人が占めていた（北バイエルンや上ザクセンからの移民）。中世の鉱田を労働者の定住地が取り囲み、その外側を中世の町の城壁が守っていた（中世の名はStare Horyだった）。伝承によると、銀鉱は799年頃には稼働していたという。しかしこれを立証する証拠はない。
フス戦争時代、イフラヴァはカトリックの本拠地で、包囲においても抵抗を支持した。イフラヴァでのちに、1436年7月5日、フス派との和議を神聖ローマ皇帝ジギスムントが結んだ。町近郊の大理石製レリーフは、1527年にフェルディナント1世がボヘミア領土への忠誠を誓った場所を示す。
三十年戦争中、イフラヴァは2度のスウェーデン軍占領を受けた。1742年、プロイセン王国の手中に陥落した。1805年12月にはカール・フィリップ・フォン・ヴレーデ中将指揮下のバイエルン軍 (Bayerische Armee) に、町近郊でプロイセン軍が打ち負かされた。作曲家グスタフ・マーラーはイフラヴァ近郊のカリシチェで生まれ、幼年時代を過ごしている。
1945年以前、イフラヴァはチェコスロバキア国内で2番目に大きなドイツ語話者の飛び地であった。第二次世界大戦後、ドイツ人住民が追放された。

## その他
初期ゴシック様式の聖ヤーコプ教会、聖母教会、ドミニコ会派の聖十字架教会、バロック様式の聖イグナティウス・ロヨラ教会、ゴシックやルネサンス様式の細部を持つ市営ホールがある。ユダヤ人墓地にはグスタフ・マーラーの両親が眠る。

## スポーツ
- FCヴィソチナ・イフラヴァ - サッカークラブ

## 姉妹都市
- アイレンブルク（英語版）、ドイツ
- ハイデンハイム・アン・デア・ブレンツ、ドイツ
- プルメレント、オランダ

## 出身人物
- ルカシュ・クルパレク - 柔道家
- ペトル・コトラリク - フィギュアスケーター
- ヤン・クリメント - サッカー選手